# Alobaldia tobae
Alobaldia tobae (лат.) — род цикадок из подсемейства Deltocephalinae. Единственный вид в роде Alobaldia.

## Описание
Цикадки размером 3-4 мм. Умеренно стройные, с закругленно-тупоугольно выступающим вперёд теменем. Окраская тела зеленовато-бурая с жёлтым. Встречается на лугах, полянах и опушках лесов. Зимует на стадии имаго

## Распространение
Вид встречается на Дальнем Востоке, в Японии, Корее и Китае.